# Новая Грань
Новая Грань — хутор в Лискинском районе Воронежской области.
Входит в состав Петровского сельского поселения.
Численность населения на 1 января 2011 года — 14 человек.

## География
Расстояния до центра сельского поселения — 5 км.

## Известные жители и уроженцы
- Ковалёва, Вера Тимофеевна (род. 1922) - Герой Социалистического Труда.